# NGC 7546
NGC 7546 est une  galaxie spirale intermédiaire (barrée?) située dans la constellation des Poissons. Sa vitesse par rapport au fond diffus cosmologique est de 8 033 ± 30 km/s, ce qui correspond à une distance de Hubble de 118,0 ± 8,3 Mpc (∼385 millions d'al). NGC 7546 a été découverte par l'astronome allemand Albert Marth en 1864.
La classe de luminosité de NGC 7546 est II-III et elle présente une large raie HI. NGC 7546 est aussi une galaxie à noyau actif.
En raison d'une brillance de surface égale à 15,09 mag/am2, on peut qualifier NGC 7546 de galaxie à faible brillance de surface (LSB en anglais pour low surface brightness). Les galaxies LSB sont des galaxies diffuses (D) avec une brillance de surface inférieure de moins d'une magnitude à celle du ciel nocturne ambiant.